# Lev Nyikolajevics Tolsztoj
Lev Nyikolajevics Tolsztoj (oroszul: Лев Николаевич Толстой; Jasznaja Poljana, 1828. szeptember 9. – Asztapovo, 1910. november 20.) orosz író, filozófus, az orosz irodalom és a világirodalom egyik legnagyobb szerzője, a realista orosz próza mestere.
Olyan ékesszólóan dicsőítette a paraszti élet egyszerű értékeit, hogy követői az 1890-es évektől létrehozták saját mezőgazdasági közösségeiket, különösen miután megjelent fő filozófiai műve, az Isten országa benned van (1894). Ő vezette be a békés ellenállás elvét, amely később Gandhit is megihlette.
Minden idők egyik legnagyobb regényírójának tekintik a Háború és béke és az Anna Karenyina című művei miatt, melyeknek középpontjában az orosz élet realista ábrázolása áll.

## Élete

### Ifjúsága, tanulmányai (1828–1847)
Tolsztoj régi orosz arisztokrata családból származott, családja a grófi címet még I. Péter cártól kapta. Az író negyedik gyermekként Jasznaja Poljanában született 1828. szeptember 9-én. A birtok anyjának hozományaként vált a Tolsztojok tulajdonává, majd később az író lakhelyévé mintegy 65 éven át. Volkonszkaja hercegnő, az édesanyja nagy műveltségű, több nyelven is beszélő asszony volt, 1831-ben hunyt el.
1837-ben a család úgy döntött, hogy áttelepedik Moszkvába, hogy a gyermekek megfelelő taníttatásban részesüljenek. Még ugyanebben az évben apja Tulában – feltehetően gyilkosság áldozataként – életét vesztette. Az árva gyermekeket ezután a nagynénik vették pártfogásukba, biztosítva nevelésüket.
1844-ben, mintegy 16 esztendősen Tolsztoj beiratkozott a kazáni egyetemre keleti nyelveket tanulni, majd egy év múltán átváltott a jogtudományra. Tanulmányait 1847-ben azonban félbehagyta s egy ideig az ifjú arisztokraták társasági összejövetelein, szalonokban, bálokban töltötte idejét, majd tavasszal hazatért Jasznaja Poljanába.

### Hazatérése, első írói kísérletek a Kaukázusban (1847–1856)
Hazatérve a poljanai birtokra, mely vagyonmegosztás révén jutott tulajdonába, megpróbálta modern reformokkal egyengetni. Ám a birtokgazdaság átalakítására tett kísérletei kudarcba fulladtak jobbágyai bizalmatlansága miatt. 1849-ben odahagyta birtokát s Pétervárra igyekezett, hogy mégis megszerezze jogi diplomáját. Vizsgái letétele után ismét Jasznaja Poljanába utazott. (Végül is nem végezte el az egyetemet.)
1851-ben hirtelen elhatározással a Kaukázusban belépett a hadseregbe. Hadapródként, egy tüzéralakulatnál szolgált mint altiszt, ám befolyásos katonák ismeretségi körébe tartozva sok kényelmetlen katonai gyakorlatot kikerült. Mindezek ellenére többször életveszélyben forgott, mivel az alakulat részt vett a kaukázusi hegylakók ellen vívott küzdelmekben. Itt született meg első regénye, a Gyermekkor, melyet életrajzi elemek tarkítanak. 1854 januárjában Tolsztojt zászlóssá léptették elő s a Krímbe vezényelték át. A krími háború során 1855-ben átélte Szevasztopol ostromát, melyben az oroszok elvesztették a várost a török, francia, angol csapatokkal szemben. A háborút és az orosz katonát örökíti meg a Szevasztopoli elbeszélések (1855–1856) című alkotásában.

### Tanulmányutakon (1856–1862)
Szevasztopol eleste után Tolsztoj elhagyta a hadsereget és Pétervárra indult. Itt lépett kapcsolatba kora jeles egyéniségeivel, a legismertebb írókkal és az irodalmi körökkel. Találkozott Goncsarovval, Nyekraszovval, Turgenyevvel és Csernisevszkijjel is, ám nem igazán vonzotta e környezet. Két esztendeig hol Pétervár, hol Jasznaja Poljana volt a lakóhelye.
1857-ben féléves külföldi tanulmányutat tett, melynek során eljutott Svájcba, Németországba, Franciaországba és felkereste azokat a helyeket, ahol Rousseau élt. Nyugat-Európában tett látogatása azonban csalódást keltett számára. Tapasztalatai arra késztették, hogy ezután a gyakorlati élet és a munka eszméjének terjesztése felé forduljon. Az önmagát fenntartani tudó paraszti közösség ideálja is hajtotta, mikor falusi iskolát alapított a környékbeli parasztok gyermekeinek számára. A történelmet ő maga oktatta a gyerekeknek, s intézményében egyetemisták oktatták a fiatalokat. 1861-ben békebírói tisztséget kapott, de ő fontosabbnak tartotta az iskolával foglalkozást.
1860–61-ben tanulmányi céllal újabb nyugat-európai utazásra indult: írókat (Charles Dickens, Ivan Turgenyev) és pedagógusokat (Friedrich Fröbel, Adolf Diesterweg) látogatott meg. Londonban Dickens nevelésről szóló előadását is meghallgatta. 1859 és 1862 között Jasznaja Poljana-i birtokán egy iskolát működtetett a környék gyerekei számára. Iskolakísérlete – amiről írásaiban is beszámolt – sok vonatkozásban előfutára a Summerhilli Szabad Iskolának. George Dennison The Lives of Children c. híres könyvében külön fejezetet szentel Tolsztoj pedagógia nézeteinek. Tolsztoj minden vonatkozásban elutasította az erőszakot, még akkor is, ha ezt iskolakötelezettségnek hívják. Az általa működtetett iskolában nem volt osztályzás, nem volt kötelező házi feladat és nem volt kötelező a bejárás. Néha alig lehetett hazazavarni a gyerekeket.

### Letelepedés, házasélet, a tolsztojánizmus hatásai (1862–1910)
1862-ben feleségül vette a tizennyolc éves, német származású Szofja Andrejevna Berszet, egy neves moszkvai orvos leányát, ki 16 esztendővel volt nála fiatalabb. Első éveiket még békességben töltötték, az asszonynak kedvére volt a főúri életforma, a társasági élet, emellett szorgalmasan másolta férje kéziratait és segítette munkájában.
Ez az időszak vált Tolsztoj számára a legtermékenyebb korszakká, s ekkor alkotta legjelentékenyebb alkotásait. 1863–1869 között hatalmas energiával és műgonddal írta meg a Háború és békét, mely folytatásokban négy éven keresztül került kiadásra. Ezt követte az Anna Karenyina megszületése 1873–1877 között.
Tolsztoj világnézetében az 1880-as években fordulat tapasztalható. 1881-től nagyon intenzíven a vallási kérdések felé fordult: például az evangéliumokat is újból oroszra fordította. Az Evangéliumok alapján képzelte el az ideális Isten országát a Földön. A legfontosabbnak a felebaráti szeretetet tartotta, illetve azt a tanítást, hogy a gonosszal szemben sem szabad erőszakosnak lenni. Egyre inkább terhesnek találta addigi arisztokrata életformáját s látványosan megpróbált kilépni e korábbi életmódjából: egyszerű parasztként kezdett öltözködni s kaszálni ment a rétre.
1881-ben a Tolsztoj család átköltözött Moszkvába, ám a nyarakat még Jasznaja Poljanában töltötték. Az író érdekes erkölcsi, vallási, politikai szemlélete miatt először családjával, feleségével szaporodtak meg konfliktusai, melyek Szofja Andrejevna nem egyszer hisztérikus kitöréseihez, öngyilkossági fenyegetéseihez vezettek. Házassága megromlott, s ezen az sem segített, hogy az asszony 13 gyermekkel ajándékozta meg Tolsztojt. Ezek az állítások nem fedik pontosan a valóságot, Csertkovtól és egyéb „barátoktól” származnak. Szofja Andrejevna Ki a bűnös? című önéletrajzi jellegű művében árnyaltabban ír minderről. Életét egy kanadai orosz írónő írta meg egy évszázaddal később.
A Tolsztoj család életét gazdagon illusztrálták, felesége, Szonya ugyanis amatőr fényképész volt, s így sok eredeti fénykép maradt fenn Tolsztojról.

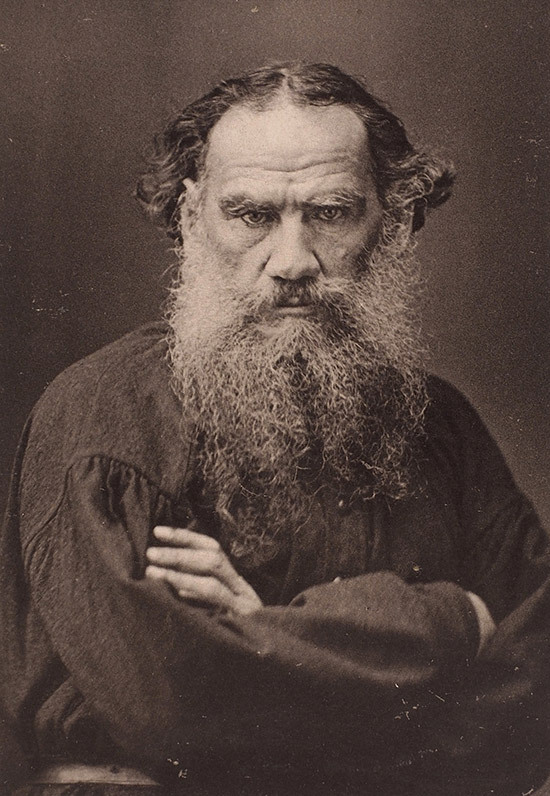
Az idősödő író

Később a társadalmi előítéletekkel is meg kellett küzdenie. 1882-től rendőri megfigyelés alatt állt. Hitről szóló írásait betiltották, és azt terjesztették róla, hogy megháborodott. Szenilis, bogaras öregúrnak tartotta a közvélemény. 1891-ben családja úgy határozott, hogy felosztják birtokát, mintha az író már nem is élne. Még ugyanezen esztendőben újságokban tett közzé egy nyilatkozatot, amely szerint lemond 1881 után írt alkotásainak kiadási jogairól s feljogosít mindenkit Oroszországban és külföldön, hogy „…ellenszolgáltatás nélkül kiadja vagy színpadra vigye valamennyi művét” akár oroszul, akár fordításban.
1889-től 1899-ig dolgozott harmadik nagy regényén, a Feltámadáson, amelyben az erkölcsi felemelkedés lehetőségét és a szellemi megtisztulást mutatta be. A könyv megjelenése oda vezetett, hogy 1901 februárjában a pravoszláv egyház kiközösítette. Még ugyanebben az évben súlyos tüdőgyulladást kapott, s a Krímben töltött egy esztendőt, ahol megkísérelte kikúrálni magát. Ebben az időszakban Gorkij és Csehov jelentettek gyakori társaságot számára.
1908-ban Oroszország s a világ alkotó művészei Tolsztoj 80. születésnapját ünnepelve szinte zarándokhellyé változtatták Jasznaja Poljanát. Ám egy házkutatás után, amikor az összes fellelhető kéziratot elkobozták, a családi viszályok tovább éleződtek.
1910. október 27–28. éjjelén Lev Tolsztoj összecsomagolt, majd orvosa és legkisebb lánya társaságában titokban menekülve hagyta el otthonát. Pár napot egy remetelakban húzódott meg Optyinában, majd vonatra szállt. Útközben az asztapovói vasútállomáson le kellett szállnia, mivel rosszul lett. Az állomásfőnök lakásán hunyt el tüdőgyulladásban november 7-én (új időszámítás szerint november 20.).

## Családja
Tolsztoj és Szofja Andrejevna Bersz (1844–1919) házasságából kilenc fiú és négy lány született. Közülük öt gyermek fiatalon meghalt.
Gyermekei:
- Szergej (Szerjozsa) 1863–1947 (muzsikus lett)
- Tatyjana (Tánya) 1864–1950 (Mihail Szuhotyin felesége lett)
- Ilja (Iljusa) 1866–1933 (író lett)
- Leo 1869–1945 író és szobrász
- Marija (Masa) 1871–1906 (Obolenszkij herceg felesége)
- Pjotr (Petya) 1872–1873
- Nyikolaj (Nyikolenyka) 1874–1875 (vízfejűségben szenvedett)
- Varvara 1875–1875
- Andrej (Andrjusa) 1877–1916 (meghalt az orosz–japán háborúban)
- Mihail 1879–1944
- Alekszej 1881–1886
- Alekszandra (Szása) 1884–1979
- Ivan (Vanyecska) 1888–1895

Házasságkötése előtt Tolsztoj viszonyban volt egy házas parasztasszonnyal, aki 1860-ban törvénytelen fiút szült tőle. A fiút Tyimofejnek hívták. Később Tolsztoj és felesége törvényes gyermekeinek kocsisaként dolgozott.
2018-ban Tolsztojnak több mint 350 közvetlen leszármazotta élt a világ 25 országában.

## Konfliktusai
Tolsztoj életének meghatározó elemei a különféle konfliktusok. Tekintettel arra, hogy a házasságával, az államhatalommal és az egyházzal létrejött konfliktusai jóvátehetetlenül összefüggenek, együtt kell tárgyalnunk azokat. Minderről a legrészletesebb leírás Alexandra Rachnanovától származik* , ezt használhatjuk fel legfontosabb és leghitelesebb forrásként. 
Tolsztoj anyja korán meghalt, talán ez is hozzájárult a női princípium erőteljes kereséséhez. Tolsztojt 16 éves korában – nem volt ritka ekkoriban – elvitték a testvérei egy bordélyházba. Tolsztoj számára ez kezdetben gusztustalan volt, ám néhány évvel később heves szexuális életet kezdett élni. Volt, hogy cigánylányokat vásárolt magának. Szembe kell ezt állítanunk későbbi erősen vallásos gondolkodásával. Elmagyarázta ugyanis a feleségének (1889), hogy a testi szerelem nem Isten akaratából való. Ezt természetesen nem volt képes megtartani.
„Nos, most végre arra az eredményre jutottam, hogy a házasság tulajdonképpen eltávolodás Istentől. A házasság bűn. Most azt ajánlom, ezentúl testvérekként éljünk egymás mellett.”
Nagykorúvá válva Jasznaja Poljanán élt, a családi birtokon. Meglehetősen kicsapongó életet élt, bár volt közben tartós kapcsolata is. Jobbágya feleségével Akszinyával (Аксинья Базикиня) több, mint három évig élt együtt úgy, mintha házasságban élne. Gyermekük Tyimofej (Тимофей Аниканов, 1860) később kocsisként dolgozott a birtokon, és egyesek szerint erősen hasonlított az apjára. Amikor Tolsztoj Szonyával házasságra lépett, a gyermek már hároméves volt. A törékeny termetű úrilány, Szonya, féltékeny is volt a tenyeres-talpas jobbágynőre, és sikerült is elérnie, hogy elküldjék a háztól.
Házasságkötésük előtt Tolsztoj ragaszkodott hozzá, hogy jövendő felesége olvassa végig a naplóját. Az úri neveltetésű lányt megrázta a kicsapongások nagyon is részletes leírása, de – egy átsírt éjszaka után – mégis igent mondott az általa előzőleg is nagyra becsült írónak. Egymás naplóját folytonosan elolvasták, mindaddig, amíg Csertkov (Влади́мир Григо́рьевич Чертко́в, Tolsztoj tanítványa) közbe nem lépett. Élete végén készült naplóját titkos naplónak nevezték, és feleségének nem volt szabad tudnia róla.
1895 március 27, a Julián naptár szerint (feleségéhez, nem hivatalos végrendelet, kivonatosan)
- 1. Ahol meghalok, ott temessenek el. Ha városban, a legszegényebb temetőben, a legolcsóbb koporsóban, ahogy a szegényeket temetik. Virágot és koszorút ne küldjenek, beszédeket ne mondjanak. Ha lehetséges, pap és temetési szertartás nélkül temessenek el. De ha azoknak, akik eltemetnek, ez nem tetszik, temessenek el a rendes temetési szertartással, de a lehető legolcsóbban és legegyszerűbben.
- 2. Halálomat nem kell az újságokban közzétenni s nekrológokat ne írjanak.
- 3. Minden írásomat kapja meg a feleségem, V. G. Csertkov, Strahov, Tanja és Masa lányom, vagy akik közülük életben maradnak, hogy osztályozzák és átvizsgálják…
- 4. Régebbi műveim szerzői jogára vonatkozólag arra kérem örököseimet, hogy adják át a nyilvánosságnak…
- 5. Még egy kérés, – legfontosabb!… Felkérek mindenkit, úgy rokonokat, hozzám tartozókat és idegeneket, hogy ne dicsérjenek. (Mert tudom, hogy ezt nem kerülhetem el, mert életemben sem kerülhettem el, mégpedig a legcsúnyább formájában.) És ha az emberek írásaimmal foglalkoznak majd, időzzenek azoknál a szakaszoknál, amelyekről tudom, hogy bennük az isteni hatalom nyilatkozott rajtam keresztül; – és forgassák haszonnal életükben.[7] Makovicky Dusán, Lev Nikolajevics Tolsztoj háziorvosa és bizalmasa élete utolsó hat évében, egyetlen társa, aki végzetes útjára elkísérte, 1921 március 12-én Rózsahegyen vetett véget életének.

Házasságának komoly konfliktusát mindjárt első gyermekének születése jelentette (1863). Szonya (Szofja Andrejevna) valamennyi szülése nehéz volt; orvos és bába segítsége nélkül, hosszú vajúdás után szült. Mindjárt Szergej (Szerjozsa) táplálása is veszélyben forgott; Szonyának begyulladt és fájt a melle, nem tudta szoptatni gyermekét. Tolsztoj ezt egy legyintéssel elintézte: az asszony dolga szülni és szoptatni. Szoptató dajkát sem engedélyezett. Ha Isten úgy rendelte, hát haljon meg az a gyermek. 
Házasságának utolsó konfliktusai közül a meghatározó az az esemény lett, amikor feleségénél cisztát találtak az orvosok, és életmentő műtétet javasoltak. Tolsztoj napokon át tiltotta az orvosi beavatkozást, azzal érvelve, hogy Isten akarata ellen tenni semmit sem szabad. Ezt még a felesége szemébe is megmondta: ha Isten úgy akarja, hát haljon meg. 1906 szeptemberében a műtétet mégis elvégezték, altatásban ugyan, de fájdalomcsillapítók nélkül. Ezek a szenvedések okozták azokat a hangulati kitöréseit, amelyekre általánosságban szokás emlékezni. Szonya egyébként tizenhatszor volt terhes, három gyermeke vagy koraszülött volt, vagy halva született. 1876-ban tudunk egy második halva született gyermekről.
Tolsztojnak a szegény nép iránti érzelmei több forrásból táplálkoztak. Első meghatározó élménye az volt, amikor 1878-ban átöltözve, szalmapapucsban beállt a zarándokok közé, és egy kolostorba akart vonulni. Az egyik egyszerű paraszt szavai indították meg, aki saját feleségének haláláról azt mondta: „Szenvedett itt a földön, hogy fent a paradicsomban megtalálhassa az örök boldogságot. Tudnod kell, hogy ő most ott van, ahol nincs betegség és nincs szenvedés. Istennél.” Erről a zarándoklatról betegen vitték haza. Ám hamarosan Moszkvába költöztek (1881), ahol Tolsztoj sokkal inkább megismerte a nincstelenek életét. Télvíz idején hiányos, rongyos ruhában kéregetők vették körül; ám Szonya ekkor kezdte élni világát. Rangjukhoz illő nevelésben akarta részesíteni gyermekeit, és örömet talált a társasági életben; ezzel élessé vált a házastársak közti ellentmondás. Tolsztoj minden vagyonát szét akarta osztani a szegények között, és maga is úgy akart élni, mint ők. Ezt egy vita után úgy próbálták meg rendezni, hogy vagyonát felosztotta felesége és gyermekei között, és önmagának nem tartott meg semmit. Később ez a helyzet annyiban változott, hogy szerzői jogaiból származó valamennyi jövedelméről lemondott. Szonya először 1884-ben kísérelt meg öngyilkosságot, amikor kilencedik gyermekét várta. A szekrény tetejéről való leugrását túlélte. Furcsa, de igaz, hogy ekkor éppen legkisebb lányával volt terhes, Alexandrával (Szásával), aki később keményen anyja ellen fordult. A házaspár ideiglenesen megbékélt egymással, mert mindkettejüket megrázta Ványecska; Iván Lvovics halála (1895. február 26.).
1881: levél a narodnyikok kivégzése ellen. (II. Sándor orosz cár#Halála) Tolsztoj elve, hogy embert ölni Isten ellen való vétek, ezért a bűnözőket sem szabad kivégezni. Felesége megkísérelte Tolsztoj levelét kerülő úton a cár elé küldeni. A levelet azonban nem kézbesítették. Három hónap késéssel azzal kapta vissza a minisztertől, hogy „Az ön istene nem a mi Istenünk”. Tolsztoj ekkor érkezik el elveinek következő lépéséhez. Tagadja az államhatalmat, az adófizetést, a katonaságot – és tagadja az egyházat; a pompája miatt, és, amiért asszisztál mindehhez. Szonya még egy alkalommal avatkozott bele Tolsztojnak az államhatalommal létrejött konfliktusába. A Kreuztzer szonáta című könyvét ugyanis betiltották. Ez az asszonynak kínos volt, mert épp őrá és a házaséletére tartalmazott kellemetlen utalásokat. Ennek ellenére – férje érdekében – kihallgatást kért a cártól. A személyes kihallgatás (1891) eredményeképp a cár engedélyezte a könyv kiadását. Az írót ez nem befolyásolta; egyre keményebb iratokban kelt ki az államhatalom és az egyház ellen; annyira, hogy kései műveit már külföldön nyomtatták ki. Ezek kapóra jöttek a forradalmároknak. Habár Tolsztoj békésen és az egyház támogatásával képzelte el a szegény nép felemelkedését, műveivel épp a radikálisoknak nyújtott szellemi táplálékot. Tolsztoj maga is megrendülten tapasztalta az 1905-ös forradalom után, hogy ő ezt nem így képzelte el.
1882-ben egyre aktívabb lett. Amikor a telet Jásznaja Poljánán töltötték, előkelő vendégeket hívtak meg. Ám Tolsztoj egy egyszerű tehénpásztort, Szjutajevet ültette önmaga mellé. Vaszilij Kirillovics Szjutajev szóhoz jutva elmondta elképzeléseit a társadalom életéről – naív változatai a kommunista társadalomnak – s ezt az uraknak és hölgyeknek végig kellett hallgatniuk. Szjutajev gyakran hangoztatott mondása: „ahol szeretet, ott Isten – где любовь, там и Бог»”. 1883-ban bukkan fel Tolsztoj életében egy fiatal arisztokrata, Vlagyimir Csertkov, aki lemondott rangjáról és birtokairól, és hamarosan Tolsztoj csodálójává vált. Hosszas, egyetértő vitákat folytattak, amivel egyre távolabb került Tolsztoj a felesége elképzeléseitől. Ez az ellentmondás gyűlöletté fokozódott; annyira, hogy Tolsztoj halála idején, amikor már haldoklott, épp Csertkov volt, aki útját állta az asszonynak, annyira, hogy Szonya csak akkor jutott haldokló férje közelébe, amikor az már eszméletlen volt.
Az egyházzal való különleges kapcsolata miatt élete utolsó éveiben a szentségeket nem vette fel. Vélekedése szerint az egyház eltávolodott Istentől. Írásaiban erőteljesen támadta az egyházat, s ezt súlyosbította az írói stílusa és témaválasztása (mint a Kreuzter szonáta esetén is). Emiatt a pravoszláv egyház szent szinódusa úgy döntött, hogy Tolsztoj „kizárta magát” az egyházból, és ezt 1901. március 9-én (orosz időszámítás szerint február 24-én) kelt levelében meg is írta. Tolsztojt egy pillanatig megrázta a dolog, majd megkönnyebbülve túltette magát rajta. Emiatt halálos ágyán sem részesült a szentségekben. Halálának száz éves évfordulóján felvetődött, hogy az egyháznak vissza kellene vonnia az író kiátkozását. Ekkor úgy döntöttek, hogy nem vonják vissza; azzal az indoklással, hogy nem az egyház átkozta ki Tolsztojt, sokkal inkább ő maga zárta ki magát az egyházból.
Csertkov vette kézbe Tolsztoj ügyeit. Az író 1910. július 14-én még levelet írt Szonyának, amelyben többek között azt is megígérte, hogy naplóját nem adja ki, főleg Csertkovnak nem. Tanácsadóira hallgatva mégis új végrendelet készített 1910. július 24-én, amelyben kitagadta a feleségét minden jövedelméből és vagyonából . Július 29-én kezdte el írni azt a naplóját, amelyet felesége elől is eltitkolt. Októberben végleg elszökött hazulról. Felesége, amikor ezt megtudta, öngyilkossági szándékból a közeli tóba ugrott. Kimentették ugyan, de erősen megfázott. Ettől kezdve teljes titokban tartották előtte Tolsztoj hollétét. A legkeményebben saját lánya, Szása, és Tolsztoj barátja, Csertkov. Később megtudta ugyan, odautazott Asztapovóba a vasútállomásra, de nem engedték a férje közelébe. Tolsztoj haldoklása idején egy vasúti kocsiban húzta meg magát.

## Tolsztojánizmus: az író valláserkölcsi véleménye

### Tolsztoj erkölcsi világszemlélete
A tolsztojánizmus, azaz az író vallási és erkölcsi világszemlélete nem egyik pillanatról a másikra alakult ki, hanem hosszú fejlődés, gondolkodás eredményeképpen született meg.
„Tolsztoj filozófiája krízissel kezdődik. Grófi gyerekszobával, katonás, párbajos fiatalsággal, hírnévvel, hetedhétországon sikerekkel, abszolút alkotásokkal és kispolgárian boldog családi élettel a háta mögött, az ötvenéves Tolsztoj egyszer csak a fejéhez kap. Zavartan néz körül: hogy, hogy nem, a sima, cikornyátlan úton eltévedt. Elillant éveinek töretlen ívelése nem tölti el megelégedéssel, nem lát bennük semmi megvilágosító értelmet, amely erőt adna a folytatáshoz a delelőn túl is. Szembe kerül a miértekkel és ez, mint minden orosznál, nála is majdnem tragikussá válik. Eddig mindig úgy érezte, hogy igen, kétségtelenül van ilyen kérdés, az élet kérdése, de csak foglalkozni kell vele alkalomadtán, s akkor megoldódik. Most nincs idő rá, majd egyszer… A kérdés azonban mind gyakrabban mered eléje, egyre sürgetőbben követeli a választ, a «tudott» választ – és Tolsztoj nem képes válaszolni. Eddig két biztos pontot tudott az életében, családját és művészetét, most látja, hogy családja is éppen olyan boldogtalan, mint ő, a művészete pedig… «A művészet csak az élet tükre. Ha az életnek nincs értelme, a tükör is megszűnik érdekesnek lenni.» Öngyilkosságra gondol… Egyszer azonban egy kora tavaszi napon az erdőn találkozik Istennel” – írja Laziczius Gyula 1928-ban a Nyugatban.
Gondolatai nyomon követhetők regényeiben és elbeszéléseiben. Kora társadalmát kritikával szemlélve állapítja meg, hogy a tiszta emberség hordozói csupán a parasztok és a gyermekek. Ám a világ megváltoztatását nem forradalom útján képzeli el, az erőszakot elítéli.
Az író szerint az embereknek maguknak kell megjavulniuk, tökéletesedniük s szeretettel illetve szánalommal lenniük a többi ember iránt. A világot pedig egy próféta fogja meggyőzni a jóság követésének szükségességéről. Ha az egyes ember megjavul, az egész világra pozitív hatással lesz e fejlődés, s az is jobbá válik általa.

### Kritikái
„Tolsztoj egész valláserkölcsi felfogásának csak egy pontja van, amellyel mindnyájan egyetértünk, hogy ti. belső életünket a külső elé helyezzük, ami azonban nem új, hiszen minden vallás ezt tanítja. Alapgondolata helyes, de sem formáját, sem vallását és következményeit nem fogadhatjuk el, egész vallási és társadalmi rendszere egy lángelme sajnálatos eltévelyedése. Ez azonban semmit sem von le a költő, a művész értékéből” – írja Bonkáló Sándor.

## Művei
- Gyermekkor (Детство) (1852)
- Kamaszkor (Отрочество) (1854) (magyarul „Serdülőkor” címmel is megjelent)
- Szevasztopoli elbeszélések (Севастопольские рассказы) (1855–1856)
  - Szevasztopol december havában (Севастополь в декабре месяце)
  - Szevasztopol májusban (Севастополь в мае)
  - Szevasztopol 1855 augusztusában (Севастополь в августе 1855 года)
- Ifjúság (Юность) (1857)
- Három halott (1859)
- Családi boldogság (1859)
- Polikuska (Поликушка) (1861)
- Kozákok (Kазаки) (1863)
- Háború és béke (Война и мир) (1863–1869)
- Anna Karenyina (Анна Каренина) (1873–1877)
- A vallomás (1882)
- Amit én hiszek (1885)
- Ivan Iljics halála (Смерть Ивана Ильича) (1886)
- A sötétség hatalma (Власть тьмы) (1886)
- A Kreutzer szonáta (Крейцерова соната) (1889)
- Isten országa benned van (1894)
- Feltámadás (Воскресение) (1899)
- Élő holttest (Живой труп) (1900)
- Bál után (После бала) (1903)

## Magyar fordítások

### 1878–1899
- Gróf L. N. Tolstoj: Családi boldogság. Beszély; ford. Szentkirályi Albert; Franklin, Bp., 1878 (Olcsó könyvtár)
- Tolsztoj Leo: Háború és béke. Történelmi korrajz, 1–6.; Ráth, Bp., 1885–1886
- Gróf Tolstoi Leon: Karenin Anna. Orosz regény, 1–3.; ford. R. Trux Hugóné; Pallas, Bp., 1887 (Pallas-könyvtár)
- Szebasztopol; ford. Csopey László; Ráth, Bp., 1888
- A Kreutzer szonáta. Regény; ford. Somogyi Endre; Robicsek, Bp., 1890
- Dolgozzatok, amíg mécsetek ki nem alszik. Regény a kereszténység első korszakából; ford. Somogyi Ede; Robicsek, Bp., 1891
- Iljics Iván halála. Gróf Tolsztoj Leó regénye; ford. Szabó Endre, ill. Pataky László; „Könyves Kálmán” Magyar Irodalmi és Könyvkereskedelmi Rt., Bp., 1893 (Könyves Kálmán regénytára)
- Iljics Iván halála; ford. Szabó Endre, ill. Richter Aurél; Corvina Ny., Bp., 1893 (Könyves Kálmán regénytára)
- Mi tartja fenn az embereket? Elbeszélés az orosz népéletből; ford. Harmath Lujza; Gross, Győr, 1895 (Egyetemes könyvtár)
- Úr és szolga. Beszély az orosz népéletből; ford. Ladoslanow Dömötör; Minta-Antiquarium, Bp., 1895
- Népies elbeszélések; ford. Szabó Endre, Lampel, Bp., 1899 k. (Magyar könyvtár)
- Egy muszka gróf meséje; magyarul elmondja Harmath Lujza; Méhner, Bp., 189? (Magyar mesemondó)
- Mi a művészet?; ford. Hegedüs Pál; Gönczi, Szeged, 1899

### 1900–1910
- A föltámadás. 1–2. köt.; Pallas, Bp., 1900
- A hazafiság és a kormányok; Szilágyi, Bp., 1900
- Korunk rabszolgasága; Adler Sándor, Bp., 1900
- A sötétség országa. Dráma; ford. Szabó Endre; Lampel, Bp., 1902 (Magyar könyvtár)
  - (A sötétség hatalma címen is)
- Tudomány és művészet; ford. Hegedüs Pál; Eggenberger, Bp., 1902
- Tolsztoi N. Leo: Elbeszélések; ford. Füredy F. Gusztáv; Franklin, Bp., 1903 (Orosz remekírók)
- Leo Tolstoi: A házasság regénye; ford. Ilosvai Hugó; Magyar Könyvkiadó Társaság, Bp., 1903
- Kiáltvány az emberiséghez; ford. Iván Imre, bev. Schmitt Jenő; Vass József, Bp., 1904
- Karenina Anna, 1–2.; ford. Ambrozovics Dezső; Révai, Bp., 1905 (Klasszikus regénytár)
- A pénz átka; Magyar Kereskedelmi Közlöny, Bp., 1905
- Eszméljetek; Sachs, Bp., 1905
- Nem tudok hallgatni. Az oroszországi kivégzésekről; ford. Nagy Imre; Sachs, Bp., 1908
- Vallomásaim; ford. Szabó Endre; Minta-Antikvárium, Bp., 1910

### 1911–1944
- Az élő holttest. Dráma; ford. Pásztor Árpád; Athenaeum, Bp., 1911 (Modern könyvtár)
- Az életről; ford. Nagy Sándor; Politzer, Bp., 1911 (Modern könyvtár)
- Hadzsi-Murát. Regény / Az ördög. Elbeszélés; ford. Barta Irén; Athenaeum, Bp., 1912 (Athenaeum könyvtár)
- Szergij atya; ford. Trócsányi Zoltán; Franklin, Bp., 1917 (Olcsó könyvtár)
- A két huszár; ford. Trócsányi Zoltán; Athenaeum, Bp., 1918 (Olcsó regény)
- Iljics Iván halála. Albert. Két elbeszélés; ford. Trócsányi Zoltán; Athenaeum, Bp., 1919 (Olcsó regény)
- A Kreutzerszonáta; ford. Gyagyovszky Emil, bev. Bonkáló Sándor; Gutenberg, Bp., 192?
- Mérceláb. Elbeszélés; ford. Simon Géza; Saly, Bp., 192?
- A kereszt útján. Levelek; ford., bev. Görög Imre; Fővárosi Könyvkiadó, Bp., 192?
- Hadsi Murat; Érdekes Újság, Bp., 1920 (Legjobb könyvek)
- Szevasztopol 1854. decemberében, 1855. májusában és augusztusában; ford. Várnai Dániel; Athenaeum, Bp., 1920 (Híres könyvek)
- Iljics Iván halála. Regény; Pegasus, Wien, 1920 k. (Modern regényírók)
- A hamis bankó / Gyermekésszel; ford. Faludi Iván; Világirodalom, Bp., 1921 (Világirodalom könyvtár)
- A két zarándok; ford. Haiman Hugó; Kner, Gyoma, 1921 (Monumenta literarum)
- Gyerekek a világ dolgairól. Jelenet; ford., bev. Várnai Dániel, ill. Nagy Sándor; Pán, Bp., 1921
- Ifjúságom regénye. Gyermekkor. Kamaszkor. Ifjúkor; ford. Trócsányi Zoltán; Genius, Bp., 1922 (Nagy írók – nagy írások II.)
- Kozákok; ford. Kincses István; Táltos, Bp., 1922
- L. Ny. Tolsztoj levelei. 1848–1910; vál. P. A. Szergejenko, ford., bev. Görög Imre; Fővárosi Kiadó, Bp., 1923 (Documenta humana)
- Az élő holttest. Dráma; ford. Bálint Lajos, Trócsányi Zoltán; Genius, Bp., 1924
- Sok föld kell-e az embernek?; ford. Jaklovszky Dénes; Bonaventura Ny., Cluj-Kolozsvár, 1925 (A Katholikus Világ könyvei)
- És a fény világít a sötétségben; ford. Gellért Hugó; Christensen, Bp., 1926 k. (A romantika klasszikusai)
- A sötétség hatalma. Dráma; ford. Gellért Hugó / Ez az oka mindennek. Falusi komédia; ford. Haiman Hugó; Gutenberg, Bp., 1926 k.
  - (A sötétség országa címen is)
- Találkozás a különítménynél egy moszkvai ismerőssel. Nyehljudov herceg kaukázusi emlékirataiból; ford. Gellért Hugó; Globus Ny., Bp., 1926 k.
- A kaukázusi fogoly; ford. Honti Rezső; Globus, Bp., 1926 k. (A Gutenberg Könyvkiadó Vállalat könyvei)
- Ifjúságom regénye. Gyermekkor, serdülőkor, ifjuság; ford. Haiman Hugó, bev. Salgó Ernő; Gutenberg, Bp., 1926 k. (Tolsztoj összes regényei és elbeszélései)
- A dekabristák. Részletek egy regénytervezetből; ford. Gellért Hugó; Guttenberg, Bp., 1926 k. (Gutenberg kiskönyvtár)
- Ismeretlen Tolsztoj. A Tolsztoj-család hivatalos kiadása; sajtó alá rend. René Fülöp-Miller, ford. Benedek Marcell, Havas József; Révai, Bp., 1927
- A kaukázusi fogoly; ford. Munkácsy Mihály; Lampel, Bp., 1927 (Magyar könyvtár. Új sorozat)
- A kozákok; ford., bev. Trócsányi Zoltán, ill. Zsengeri Rózsi; Gutenberg, Bp., 1928 (A Gutenberg Könyvkiadó Vállalat könyvei)
- Háború és béke. Regény 15 fejezetben egy epilógussal, 1–5.; ford., bev. Bonkáló Sándor, ill. Semjén Ferenc; Gutenberg, Bp., 1928 (Tolsztoj összes regényei és elbeszélései)
- Karenina Anna, 1–4.; ford. Bonkáló Sándor, ifj. Pálóczy Horváth Lajos, sajtó alá rend. Trócsányi Zoltán, bev. Bonkáló Sándor, ill. Semjén Ferenc; Gutenberg, Bp., 1928 (A Gutenberg Könyvkiadó Vállalat könyvei)
- A kozákok; ford. Bonkáló Sándor; Révai, Bp., 1928 (Klasszikus regénytár. Új sorozat)
- A két huszár; ford. Gellért Hugó, Peterdi István, bev. Szini Gyula; Globus Ny., Bp., 1928 k. (Tolsztoj összes regényei és elbeszélései)
- Úr és szolga; ford Peterdi István, Trócsányi Zoltán, Gellért Hugó; Globus Ny., Bp., 1928 k. (Tolsztoj összes regényei és elbeszélései)
- Hadzsi-murát és egyéb elbeszélések; ford. Gellért Hugó, ifj. Pálóczi Horváth Lajos, sajtó alá rend. Trócsányi Zoltán, bev. Szini Gyula, ill. Nasser Magda, Zoltán Aranka; Globus Ny., Bp., 1929 (Tolsztoj összes regényei és elbeszélései)
- Polikuska. Regény; ford. Moly Tamás; Tolnai, Bp., 1928 (Tolnai regénytára)
- Mennyi földre van az embernek szüksége?; átírta Tahy Ferenc; Sylvester, Bp., 1929 (Magyar nép regénytára)
- Családi boldogság; ford. Gellért Hugó, ill. Nasser Magda; Gutenberg, Bp., 1929
- Szevasztopol; ford. ifj. Pálóczi Horváth Lajos, bev. Trócsányi Zoltán, ill. Zsengeri Rózsi, Zoltán Aranka; Gutenberg, Bp., 1929 (Tolsztoj összes regényei és elbeszélései)
- Feltámadás, 1–4.; ford. Havas András Károly, bev. Porzsolt Kálmán, ill. Semjén Ferenc; Gutenberg, Bp., 1929 (A Gutenberg Könyvkiadó Vállalat könyvei)
- Hóvihar és egyéb elbeszélések; ford. Gellért Hugó, sajtó alá rend. Trócsányi Zoltán, bev. Szini Gyula; Gutenberg, Bp., 1929 (A Gutenberg Könyvkiadó Vállalat könyvei)
- Iljics Iván halála és egyéb elbeszélések; ford. ifj. Pálóczy Horváth Lajos, Gellért Hugó, bev. Szini Gyula, ill. Zoltán Aranka, Zsengeri Rózsi; Gutenberg, Bp., 1929 (A Gutenberg Könyvkiadó Vállalat könyvei)
- Mese a bolond Ivánról és egyéb elbeszélések; ford. ifj. Pálóczy Horváth Lajos, Gellért Hugó, sajtó alá rend. Trócsányi Zoltán, bev. Szini Gyula; Gutenberg, Bp., 1929 (A Gutenberg Könyvkiadó Vállalat könyvei)
- Mindennapra, 1–4.; Eugen Heinrich Schmitt és Skarvan német kiadásából ford. Szini Gyula, Németh Andor, Salgó Ernő; sajtó alá rend. Gellért Hugó; Gutenberg, Bp., 1929 (Tolsztoj összes regényei és elbeszélései)
- Az élő holttest; ford. Haiman Hugó, ill. Conrád Gyula; Gutenberg, Bp., 1929 (Tolsztoj összes regényei és elbeszélései)
- A sötétség hatalma; ford. Gellért Hugó, ill. Conrád Gyula; Gutenberg, Bp., 1929 (Tolsztoj összes regényei és elbeszélései)
  - (A sötétség országa címen is)
- Luzern. Regény; ford. Moly Tamás; Tolnai, Bp., 1929 (Tolnai regénytára)
- Szergij atya; ford. Trócsányi Zoltán; Franklin, 193? (Orosz remekírók)
- Egy markőr feljegyzései; ford. Gellért Hugó; Gutenberg, Bp., 1930 k.
- Gyerekésszel és egyéb elbeszélések; ford. Gellért Hugó; Gutenberg, Bp., 1930 (Tolsztoj összes regényei és elbeszélései)
- Járjatok a világosságban; ford. Gellért Hugó; Gutenberg, Bp., 1930 (Tolsztoj összes regényei és elbeszélései)
- Egy élet önvallomásokban. Napló-lapok és levelek, 1–2.; sajtó alá rend. Arthur Luther, ford. Gellért Hugó; Gutenberg, Bp., 1930 (Tolsztoj összes regényei és elbeszélései)
- Szevásztopol; ford. Bonkáló Sándor, bev. Voinovich Géza; Franklin, Bp., 1930 (Élő könyvek Külföldi klasszikusok)
- Luzern 1857; ford. Borsodi Vilmos; Centrum Ny., Bp., 1936
- 1812; ford. Safáry Ferenc [Sándor Pál]; Európa, Bp., 1942
- Tudomány és művészet; ford., bev. Rózsahegyi Zoltán; Phőnix, Bp., 1942 (Klasszikus írások)
- Igazi házasság; ford. Lukács László; Új Hang, Bp., 1943
- Tolsztoj levelei; ford., bev., jegyz. Timár László; Officina, Bp., 1943 (Officina könyvtár)
- Nagyon szerettem… Regény; átdolg. Behárfalvy Aranka; Globus Ny., Bp., 1943 (Vasárnapi regénytár)
- Ha a szívedre hallgatsz. Regény; átdolg. Vajda Albert; Globus Ny., Bp., 1943 (Vasárnapi regénytár)
- A Kreutzer szonáta; ford. Havas András Károly; Anonymus, Bp., 1944

### 1945–1989
- Az újkor vége; ford. Torjai András; Egyetemi Ny., Bp., 1945 (Az Egyetemi Nyomda kis tanulmányai)
- Egy ló története; ford. Szőllősy Klára; Révai, Bp., 1947 (Révai könyvtár)
- Gyermekmesék; Toma Alexandru után ford. Asztalos István, ill. Mihai Teisanu; Editura de Stat, Bucureşti, 1947
- Egy szegény asszony élete; ford. Száva István, ill. Janovits István; Népszava, Bp., 1947
- Hadzsi-Murát. Kis regények; ford. Szöllősy Klára; Révai, Bp., 1949 (A realizmus mesterei)
- Hóvihar; ford. Gellért György; Hungária Ny., Bp., 1949 (Forintos regény)
- Hóvihar; ford. Gellért György, Peterdi István, Trócsányi Zoltán; Szikra, Bp., 1949
- Mesék; ford. Lányi Kamilla; Franklin, Bp., 1950
- Kis mesék; Testvériség-Egység, Noviszád, 1950
- Egy szegény asszony élete; ford. Száva István; Franklin, Bp., 1950
- Anna Karenina; ford. Németh László, bev. Barabás Tibor; Új Magyar Könyvkiadó, Bp., 1951
- Három medve. Mese; ford. Áprily Lajos, ill. V. Lebegyev; Ifjúsági, Bp., 1952
- Úr és szolga; ford. Kós Károly, Kolumbán Mózes; Az Orosz Könyv, Bukarest, 1954 (Orosz klasszikusok)
- Háború és béke, 1–2.; ford. Makai Imre; Új Magyar Kiadó, Bp., 1954 (Orosz remekírók)
- Feltámadás; ford. Szöllősy Klára; Új Magyar Kiadó, Bp., 1954 (Orosz remekírók)
- Lev Tolsztoj meséi; ford. Áprily Lajos, ill. Rozsda Endre; Ifjúsági, Bp., 1954
- A paraszt meg az ördög; ford. Rab Zsuzsa, ill. Csernus Tibor; Ifjúsági, Bp., 1955
- Kozákok. Kaukázusi elbeszélés; ford. Szőllősy Klára; Új Magyar Kiadó, Bp., 1955 (Olcsó könyvtár)
- Gyermekkor, serdülőkor, ifjúság; ford. Németh László, utószó Kelemen Sándor; Új Magyar Kiadó, Bp., 1955 (Orosz remekírók)
- Regények és elbeszélések, 1–2.; ford. Áprily Lajos et al.. utószó Füst Milán, ill. Zádor István; Új Magyar Kiadó, Bp., 1956 (Orosz remekírók)
- Színművek; ford. Németh László, utószó Heller Ágnes, ill. Zádor István; Új Magyar Kiadó, Bp., 1956 (Orosz remekírók)
- Műveltség gyümölcse. Komédia; ford. Németh László, bev. Pók Lajos, ill. Kass János, Upor Tibor; Művelt Nép, Bp., 1956 (Népszerű drámák)
- Mesék és elbeszélések; Az Orosz Könyv, Nagyvárad, 1957 (Kincses könyvtár)
- Családi boldogság; ford. Szőllősy Klára, ill. Bozóky Mária; Európa, Bp., 1958
- Szevasztopol. Három elbeszélés; ford. Tábor Béla, utószó Esti Béla, ill. Győry Miklós; Magyar Helikon, Bp., 1960
- Ivan Iljics halála; ford. Szöllősy Klára; Irodalmi, Bukarest, 1968
- Polikuska; ford. Szőllősy Klára, ill. Hincz Gyula; Szépirodalmi, Bp., 1968 (Képes regénytár)
- Kreutzer szonáta. Kisregények és elbeszélések; ford. Németh László, Szőllősy Klára; Európa, Bp., 1973
- Gyónás. Napló – levelek; vál., előszó, jegyz. Szilágyi Júlia, ford. Brodszky Erzsébet et al.; Kriterion, Bukarest, 1978 (Téka)
- Lev Tolsztoj. Háború és Béke. A regény tartalmának tömörített ismertetése; Allenby-Könyvtár, Tel-Aviv, 197?
- Mi a vallás és mi is a lényeg?; in: Az orosz vallásbölcselet virágkora. Tolsztojtól Bergyajevig, 1-2.; vál., bev. Török Endre, ford. Baán István; Vigilia, Budapest, 1988 (Vigilia)
- Pánov bácsi karácsonya; Tolsztoj nyomán szöveg Mig Holder, ill. Nathalie Vilain, angolból ford. Rencsényi Tibor; Krscanska sadasnjost–Agapé, Zagreb–Novi Sad, 1989

### 1990–
- Panov apó különös napja; Ruben Saillens meséjét átdolg. Lev Tolsztoj, mesélő Mig Holder, ill. Tony Morris, angolból ford. Nagy Erzsébet; Omega, Debrecen, 1990
  - (Panov apó karácsonya címen is)
- Szevasztopol; vál., szerk., jegyz. Tabák András, ford. Tábor Béla; Zrínyi, Bp., 1990 (Zrínyi-zsebkönyvek)
- Muzsikélet. Egy orosz parasztasszony életének története / Bábja dolja; A. Tyurina elbeszélése nyomán lejegyezte T. A. Kuzminszkaja, eredeti orosz szöveggond. L. N. Tolsztoj, ford. Lukács László, utószó, jegyz. H. Lukács Borbála; Argumentum, Bp., 1995
- Napló; ford. Gellért György, Kozma András, szerk. Török Endre; Osiris, Bp., 1996
- Ivan Iljics halála. Teljes, gondozott szöveg; ford. Szőllősy Klára, szerk., sajtó alá rend., jegyz. Dukkon Ágnes; Raabe Klett, Bp., 1998 (Matúra Klasszikusok light)
- Tolsztoj-breviárium. Lev Nikolájevics Tolsztoj élete, művei és gondolatai; összeáll., ford. Cserna Andor; Farkas Lőrinc Imre, Bp., 2003
- Tolsztoj, karácsony. Pánov bácsi karácsonya; fotó, ill. Bohony Beatrix; Bohony, Budakeszi, 2005
- Panov apó karácsonya. Lev Tolsztoj népmesefeldolgozása; Ruben Saillens nyomán, mesélő Mig Holder, ill. Julie Downing, ford. Nagy Erzsébet; Harmat, Bp., 2005
  - (Panov apó különös napja címen is)
- Kisregények, elbeszélések, 1–2.; vál., szerk., jegyz. Gerencsér Zsigmond; Európa, Bp., 2007
- Gyónás / Mi a művészet?; szerk., jegyz. Gerencsér Zsigmond, ford. Makai Imre, S. Nyírő József; Európa, Bp., 2010
- A három medve és más mesék; Lev Tolsztoj nyomán, ill. Eszes Hajnal; Cahs, Debrecen, 2011
- Járjatok világosságban. Elbeszélések; vál., szöveggond. Kindelmann Győző; Szt. István Társulat, Bp., 2012
- A két jó barát és más mesék; Lev Tolsztoj nyomán, ill. Eszes Hajnal; Cahs, Debrecen, 2015
- „Mindennapra” Tolsztojtól januárra. Sok író gondolata az igazságról, életről és a magaviseletről Tolsztoj által összegyűjtött, összeválogatott és minden napra elrendezett olvasmányok köre, 1904–1908. Fordítás; ford., jegyz. Bedzsula Bálint László; magánkiadás, Madocsa, 2015
- „Mindennapra” Tolsztojtól februárra. Sok író gondolata az igazságról, életről és a magaviseletről Tolsztoj által összegyűjtött, összeválogatott és minden napra elrendezett olvasmányok köre, 1904–1908; ford., jegyz. Bedzsula Bálint László; magánkiadás, Madocsa, 2015
- „Mindennapra” Tolsztojtól márciusra. Sok író gondolata az igazságról, életről és a magaviseletről Tolsztoj által összegyűjtött, összeválogatott és minden napra elrendezett olvasmányok köre, 1904–1908; ford., jegyz. Bedzsula Bálint László; magánkiadás, Madocsa, 2016
- „Mindennapra”. Január–április; Hermit, Onga, 2016
- „Mindennapra” Tolsztojtól áprilisra. Sok író gondolata az igazságról, életről és a magaviseletről Tolsztoj által összegyűjtött, összeválogatott és minden napra elrendezett olvasmányok köre, 1904–1908. Fordítás; ford., jegyz. Bedzsula Bálint László; magánkiadás, Madocsa, 2017
- Anna Karenyina; ford. Gy. Horváth László; Európa, 2021
- Háború és béke; ford. Gy. Horváth László; 21. Század, 2022
- Feltámadás; ford. Gy. Horváth László; 21. Század, 2023

### Lev Tolsztoj művei(1964–1967)
- Lev Tolsztoj művei, 1–10.; szerk. Kardos László, Török Endre, Zöldhelyi Zsuzsa; Magyar Helikon, Bp., 1964–1967
  - 1. Gyermekkor, serdülőkor, ifjúság / Elbeszélések, 1852–1859; ford. Németh László, Gellért György et al.; 1964
  - 2. Elbeszélések, 1863–1886; ford. Áprily Lajos et al., jegyz. Elbert János; 1965
  - 3. Elbeszélések, 1890–1910; ford. Gellért György et al., jegyz. Konrád György; 1965
  - 4–5. Háború és béke I–II.; ford. Makai Imre, jegyz. Kispéter András; 1965
  - 6. Anna Karenina. Regény; ford. Németh László, jegyz. Konrád György; 1965
  - 7. Feltámadás; ford. Szőllősy Klára; 1966
  - 8. Színművek, 1864–1910; ford. Makai Imre, Németh László, jegyz. Konrád György; 1966
  - 9. Tanulmányok, cikkek, vallomások, 1859–1909; vál., jegyz. Zöldhelyi Zsuzsa, ford. Gellért György et al.; 1967
  - 10. Levelek, naplójegyzetek, 1847–1910; vál., utószó, jegyz. Török Endre, ford. Brodszky Erzsébet, Gellért György, Kulcsár Aurél; 1967